# Francesco De Lemene
Francesco De Lemene fue un poeta italiano que nació en Lodi en 1634, en el seno de una familia noble. 
Fue nombrado embajador en la corte de la emperatriz Margarita de Austria y después ministro residente de Lodi en Milán y murió en 1704. Estaba muy instruido en las ciencias y las artes y su genio vivo, fecundo y dotado de mucha imaginación, le inclinó desde su juventud al estudio de la poesía italiana; pero se opuso por mucho tiempo a la publicación de sus obras y no se determinó a ello hasta que cierto impresor dio a luz alguna obra suya que había podido recoger.

## Obra
Lemene reclamó la propiedad y entonces se decidió a publicar las Poesías diversas del señor F. de Lemene, Milán y Parma, 1698, dos tomos en 12°. Esta obra se compone de pequeños poemas, canciones, églogas, madrigales, etc. Otras obras son:
- De la descendencia y nobleza de los macarrones, poema heroico, Milán, 1675, en 8°.
- La Esposa Francisca, comedia, Lodi, 1709, en 8°.
- La principal obra del conde Lemene es el Tratado de Dios, o Dios uno, trino, criador, hombre é hijo de María, paciente y triunfante, poema en el que se explican los atributos más misteriosos de la divinidad y a continuación se encuentran himnos y sonetos que sirven de explicación a los discursos escritos en prosa sobre los misterios. Publicó esta a instancias del príncipe Livio Odescalchi, sobrino del papa Inocencio XI.

Las obras de este poeta no exceden mucho a las de la mayor parte de sus contemporáneos por la pureza de su estilo y si hemos de creer a Crescimbeni, Cinelli y Tiraboschi, las canciones, las églogas y sobre todo los madrigales que Lemene compuso a imitación de Teos, tienen todo el gusto y el estilo de la antigüedad; más este juicio adolece un tanto de parcialidad. Lemene compuso una infinidad de obras y poco antes de morir recomendó a su confesor que entregara a las llamas todos los manuscritos que encontrase. El P. Ceva, jesuita, publicó en 1706 una Memoria de las virtudes del conde Fr. de Lemene, con algunas reflexiones sobre su poesía.